# Дхемаджи (округ)

Округа Ассама (20 — Дхемаджи)

Дхемаджи (ассам. ধেমাজি জিলা; англ. Dhemaji) — округ в индийском штате Ассам. Образован в 1 октября 1989 года. Административный центр — город Дхемаджи. Площадь округа — 3237 км². По данным всеиндийской переписи 2001 года население округа составляло 571 944 человека. Уровень грамотности взрослого населения составлял 64,5 %, что немного выше среднеиндийского уровня (59,5 %). Доля городского населения составляла 6,8 %.